# Autostrada A20
Die Autostrada A20 (italienisch für ‚Autobahn A20‘) ist eine italienische Autobahn auf Sizilien, die von Messina nach Palermo führt. Sie ist 181 km lang und teilweise mautpflichtig. Ein Teilstück von rund 20 km Länge, das unmittelbar an der Stadtgrenze Messinas vorbeiführt, kann kostenlos befahren werden.
Die Autobahn beginnt in Messina als direkte Fortführung der A18 (Messina – Catania) und endet kurz vor Palermo in Buonfornello an einem Autobahndreieck mit der A19 (Palermo – Catania).

## Verlauf

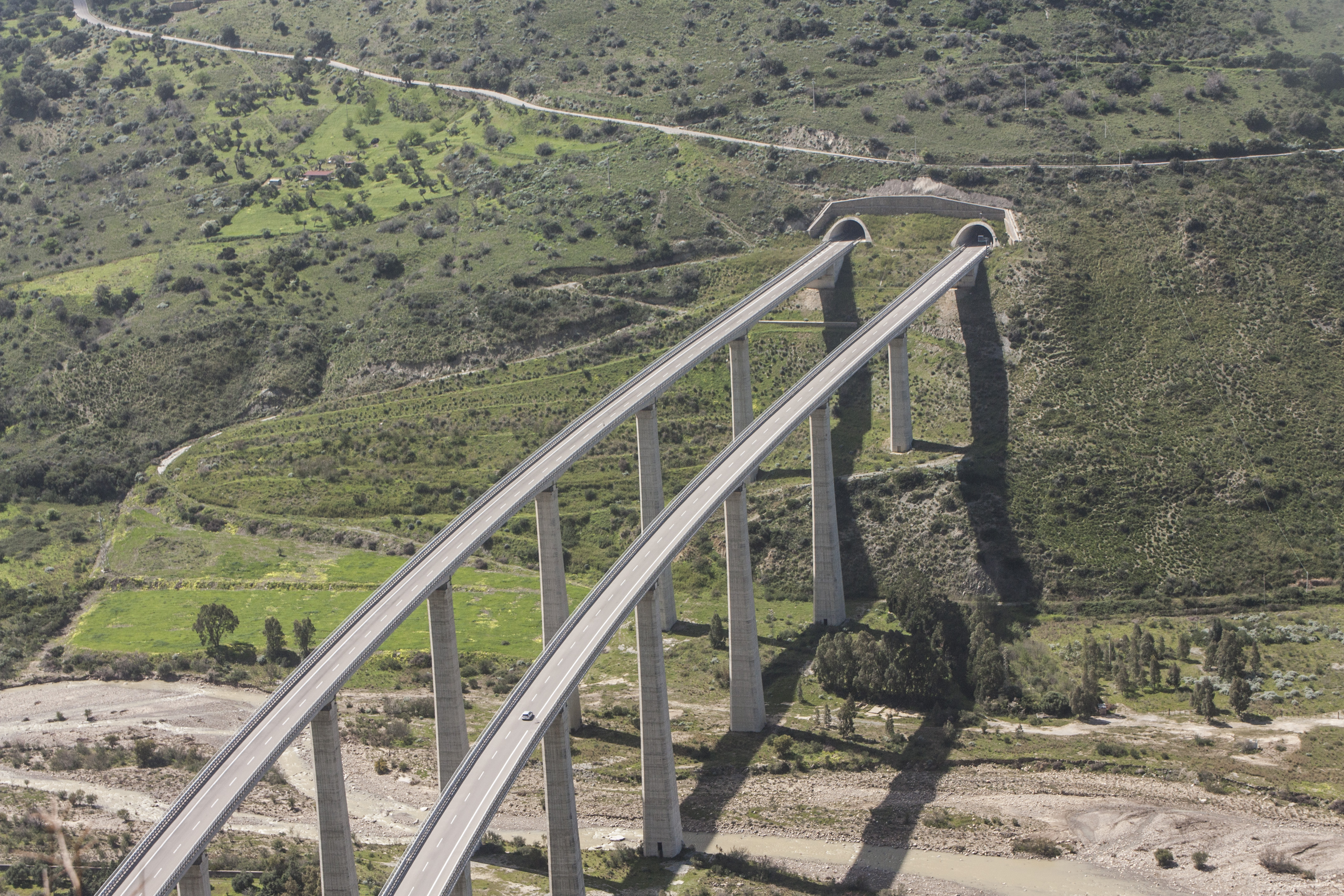
Die Brücke der A20 über den Tusa

Für Sizilien ist die Autobahn von grundlegender Bedeutung, da sie die Regionshauptstadt Palermo mit Messina verbindet.
Der erste Abschnitt der Autobahn im Stadtgebiet von Messina, ist bis zur Anschlussstelle Messina Boccetta mautfrei. Ab hier geht es in Richtung Westen, entlang der Tyrrhenischen Küste von Sizilien in Richtung Palermo.
Zunächst durchquert die Autobahn das Peloritani Tal. Im Anschluss verläuft die A 20 dann wieder ab der Anschlussstelle Patti bis nach Rocca di Capri in den Bergen. Ab dort wird die Landschaft wieder zusehends flacher und die Autobahn durchquert auf Meereshöhe das Tal des Niceto und die weite Ebene von Milazzo.
Ab der Anschlussstelle S. Agata di Militello beginnt der jüngste Abschnitt der Autobahn und führt nun durch eine Reihe von längeren Tunnel und über zahlreiche Talübergänge durch die Berge und Hänge des Küstengebirges Nebrodi.
Bei Buonfornello mündet die A20 schließlich in die A19 Palermo – Catania.

## Geschichte

### Eröffnungsdaten
| A20 Messina – Palermo                    |                 |
| Streckenabschnitt                        | Eröffnungsdatum |
| Messina Sud – Messina Centro             | 21.11.1974      |
| Messina Centro – Boccetta                | 29.04.1974      |
| Boccetta – Divieto                       | 01.06.1972      |
| Divieto – Rometta                        | 23.02.1973      |
| Rometta – Milazzo                        | 04.12.1973      |
| Milazzo – Patti                          | 30.09.1973      |
| Patti – Brolo                            | 05.08.1978      |
| Brolo – Rocca Caprileone                 | 23.10.1977      |
| Rocca Caprileone – S. Agata di Militello | 18.12.1988      |
| S. Agata di Militello – Furiano          | 09.08.1992      |
| Furiano – Castelbuono                    | 21.12.2004      |
| Castelbuono – Cefalù Est                 | 28.07.1998      |
| Cefalù Est – Cefalù Ovest                | 15.07.1977      |
| Cefalù Ovest – Buonfornello              | 16.11.1974      |

## Wissenswertes
Für die Insel Sizilien hat diese Autobahn eine sehr große Bedeutung, da sie die Hauptstadt Palermo mit Messina und somit gleichfalls mit dem italienischen Festland verbindet. Die A20 wurde erst am 21. Dezember 2004 durch den damaligen Ministerpräsidenten Silvio Berlusconi auf ihrer gesamten Länge für den Verkehr freigegeben, da der Bau der Strecke auf Grund des zerklüfteten Berglands im Norden der Insel große Schwierigkeiten bereitete. Die Strecke konnte jedoch nur in Richtung Messina durchgehend befahren werden und war auf dem neu eröffneten Abschnitt wegen Fehlens der Mautstellen zunächst gebührenfrei. Der letzte Abschnitt zwischen Tusa und Castelbuono in Fahrrichtung Palermo wurde am 21. Juli 2005 für den Verkehr freigegeben. Erst damit war die A20 in beiden Richtungen durchgehend befahrbar. Eine hohe Anzahl an Brücken und Tunneln (insgesamt 52 Stück) sind charakteristisch für die A20.

## Besonderheiten
Beim Bau der Autobahn wurde die Villa Romana di Patti entdeckt. Über die Ausgrabungsstätte führt heute eine Brücke. Die gesamte Bauzeit betrug 35 Jahre: die erste Ausschreibung von Arbeiten war 1969 erfolgt. Die Kosten beliefen sich auf rund 800 Millionen €. Im August 2006 erhob die Staatsanwaltschaft Mistretta gegen acht verantwortliche Mitarbeiter von ANAS, Consorzio per le autostrade siciliane, der Betreibergesellschaft, und des für Entwurf und Bauleitung zuständigen Unternehmens Anklage wegen Verkehrsgefährdung, da sie der Eröffnung im Dezember 2004 ohne Vorliegen der notwendigen technischen Voraussetzungen zugestimmt hatten.